# Burak Bektaş

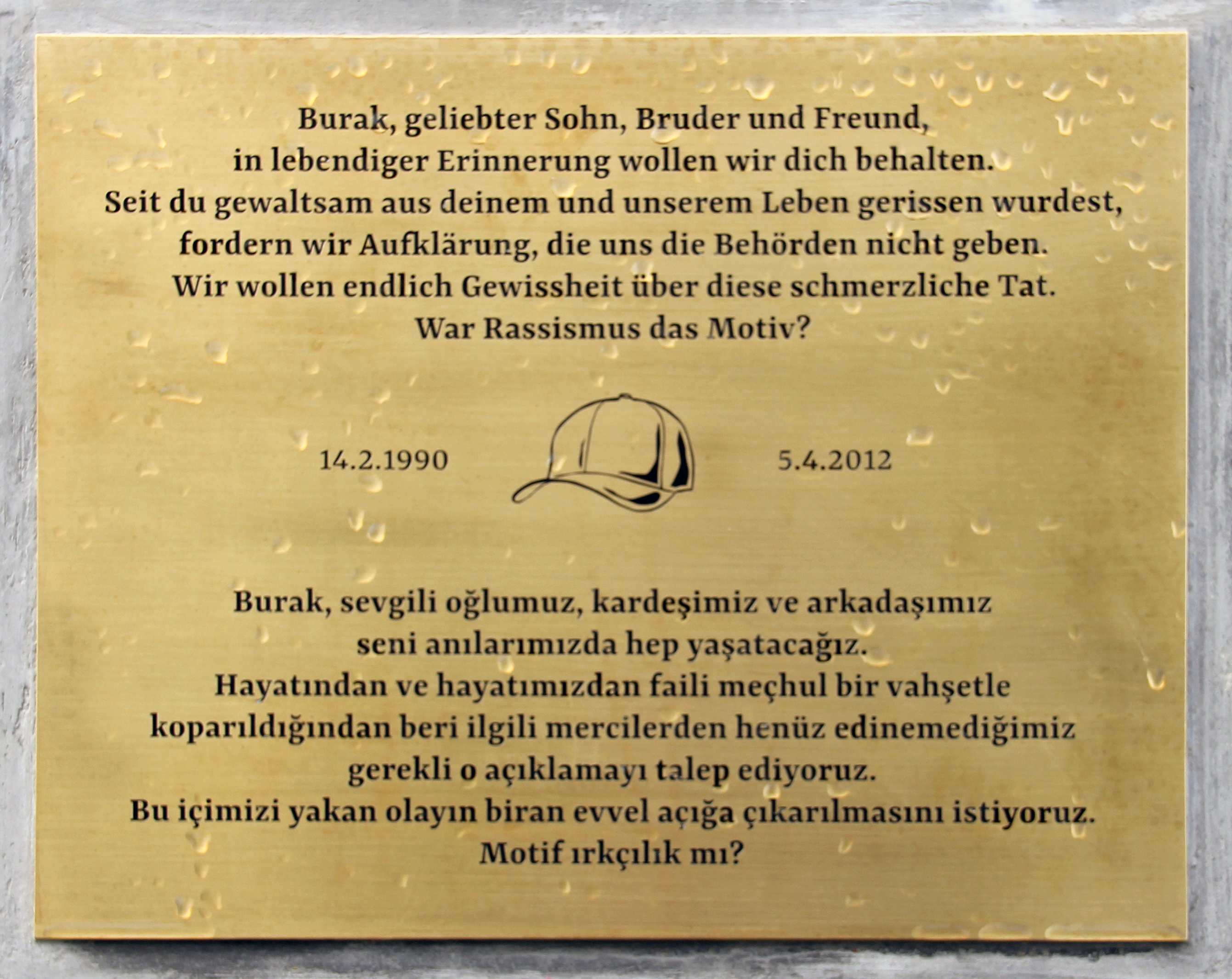
Placa d'homenatge a Burak Bektaş

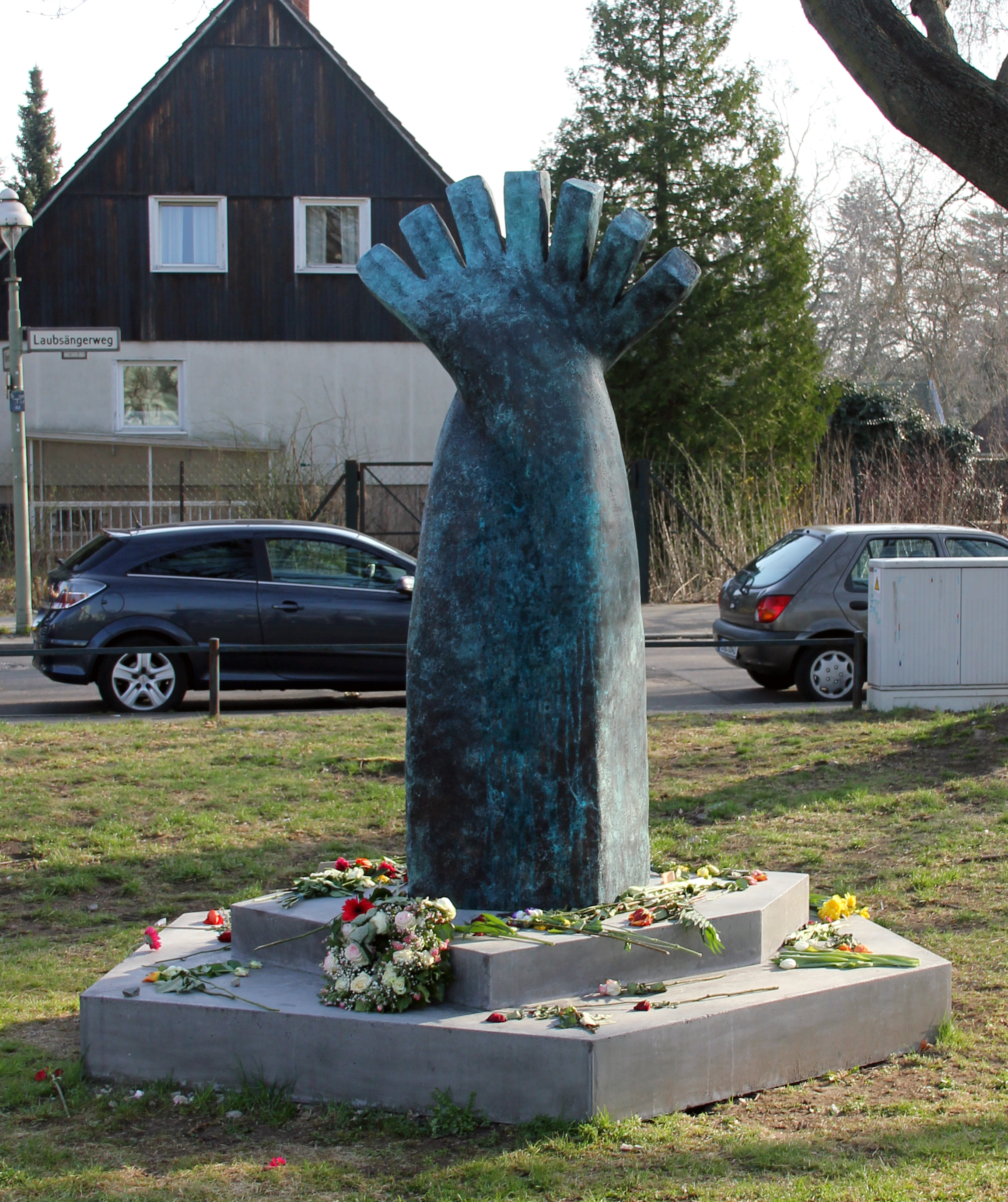
Algoritme per a Burak i casos similars, a Rudower Straße cantonada Möwenweg, a Berlín-Buckow

Burak Bektaş (Berlín, 14 de febrer de 1990 – Berlín, 5 d'abril de 2012) va ser un jove alemany d'ascendència turca. Per causes desconegudes va ser disparat per un home de mitjana edat, segons testimonis, i que encara no s'ha pogut detenir. Amb el suport del Consell del districte berlinès de Neukölln, el novembre de 2017 es va erigir una placa d'homenatge en el lloc del crim i, a l'abril de 2018, una escultura de commemoració de l'assassinat.

## Trajectòria
Va néixer a Berlín l'any 1990 en el bressol d'una família immigrant turca, moderna i il·lustrada. El seu pare, Ahmed, va arribar a Alemanya als anys 1980 quan tenia dotze anys, mentre que la seva mare, Melek, va venir quan en tenia dinou. La parella es va conèixer al país germànic i van tenir tres fills. Després de graduar-se en educació secundària, va assistir a una escola de formació professional i va completar un curs d'aprenentatge com a venedor d'automòbils.
La nit del 4 al 5 d'abril de 2012 passejava pel barri berlinès de Buckow, al districte de Neukölln, i es va trobar pel carrer amb alguns coneguts davant del Vivantes Klinikum Neukölln. El grup de cinc joves va mantenir una conversa quan un home que passava (que segons els testimonis tenia aspecte centreeuropeu) va treure una pistola i, sense argumentar ni advertir, va disparar cinc trets contra el grup. Bektaş va morir a l'hospital per causa d'una bala que li va perforar els pulmons. Alex A. i Jamal A., dos altres membres del grup, van resultar greument ferits.
Les investigacions policials van començar immediatament després de l'incident i la implicació de la ciutadania va revelar una gran quantitat de proves, però no va permetre cap aclariment, més enllà de considerar-lo com un possible crim d'extrema dreta. De fet, l'assassinat es va produir mig any després que el grup armat neonazi Nacionalsocialistes Clandestins (NSU) fos descobert. Com que les investigacions no van avançar durant molt de temps, es va fundar la Iniciativa per resoldre l'assassinat de Burak Bektaş (Initiative für die Aufklärung des Mordes an Burak Bektaş). Juntament amb la família del difunt, la iniciativa va organitzar cada mes una vetlla al lloc del crim i manifestacions commemoratives.
El 20 de setembre de 2015, de nou a Neukölln, aquesta vegada davant del bar Del Rex, l'advocat anglès de 31 anys Luke Holland va ser assassinat a trets d'escopeta, de nou sense paraula ni motiu. Aquella mateixa nit la policia va detenir al neonazi Rolf Z. com a principal sospitós del crim. No es va poder establir una connexió amb l'assassinat de Bektaş, ni tan sols per la seguretat de l'estat que l'investigava temporalment, encara que el curs del crim va ser molt similar. A l'apartament del detingut, la policia va trobar nombrosos indicis d'una connexió dels fets amb l'ultradreta. Rolf Z. va ser condemnat a 11 anys de presó per haver comès homicidi contra Holland.

## Llegat
El 5 de novembre de 2017 es va inaugurar una placa commemorativa en homenatge a Bektaş (coordenades: 52° 26′ 26″ N, 13° 27′ 32″ E / 52.44045°N,13.45901°E). A més, el 5 d'abril de 2018, en ocasió del sisè aniversari de l'assassinat, es va erigir un memorial prop de l'escena del crim, a la zona verda de Rudower Straße. L'obra va costar un total d'uns 25.000 euros, part dels quals van ser finançats amb fons de fundacions i projectes. La inauguració del monument es va realitzar el 8 d'abril de 2018. Una setmana després, entre el 14 i el 18 d'abril, uns desconeguts el van malmetre amb un producte químic. De nou, el 29 de juny de 2021, el monument es va tapar amb una esvàstica i s'hi va escriure amb pintura negra les lletres «AFD», amb relació a les sigles en alemany del partit d'extrema dreta Alternativa per Alemanya.